# Referenční skupina
Referenční skupina (z lat. referre = podávat zprávu) je sociologický pojem označující skupinu, ke které se jedinec nebo skupina jedinců vztahuje, proto je v této souvislosti referenční skupina je také označována jako skupina vztažná. Jedinec ke své referenční skupině vzhlíží, orientuje se na ni svými hodnotami, jednáním a poměřuje vůči ní své chování. Na rozdíl od členské skupiny ale nemusí být jejím členem. K referenční skupině vzhlíží a přejímá její normy, vzory a hodnoty. Referenční skupinou může být v reálném životě jedince politicky vymezující se skupina, intelektuální kroužek, hlouček lidí či příslušníci určité subkultury.

## Vývoj teorie referenčních skupin
Pojem referenční skupiny byl použit poprvé americkým sociologem Herbertem H. Hymanem v 40. letech 20. století. Teorii referenčních skupin zavedli do sociologie rovněž američtí sociologové Robert K. Merton a Alice Rossi v roce 1950. Při své práci vycházeli ze závěrů studie amerického sociologa a statistika Samuela A. Stouffera, jenž ve své knize American Soldier publikované v roce 1949 představil hypotézu „relativní deprivace“. Tuto hypotézu formuloval Samuel Stouffer na základě různého přijetí války a vojenské služby americkými vojáky v souvislosti s postavením osob a skupin, ke kterým se sami vztahují. Robert Merton poté dále rozvíjel koncept referenčních skupin a vykládal na nich vlastní teorii středního dosahu.

## Sociologické pojetí referenčních skupin
Referenční skupinou se v sociologii chápe kolektiv, jehož mínění, přesvědčení, světonázor či životní styl formuje vlastní postoje individua. Taková skupina poskytuje úhel pohledu na sociální realitu a tvoří současně model, s nímž se jedinec porovnává, hodnotí sám sebe a své životní postavení. Jedinec aspirující na členství v referenční skupině přijímá požadavky na vystupování a vzhled (identifikuje se s referenční skupinou například ve stylu oblékání, pokud určitý styl ke skupině přísluší); znaky příslušnosti ke skupině jsou zpravidla nápadné a jedinec je záměrně vystavuje na odiv.
Orientace jedince na referenční skupinu se projevuje mj. přejímanými vzorci chování jejích členů a vrcholí touhou stát se jejím členem. Normy referenční skupiny mohou být v rozporu s požadavky členské skupiny jedince, členská skupina může v důsledku toho jedinci ukládat postihy, sankce či jedince z členské skupiny úplně vyloučit. Tento přístup členské skupiny může vyvolat až sociální vykořenění. Referenční skupiny jsou v sociologii děleny na otevřené a uzavřené. Jedinec orientující se na otevřenou referenční skupinu aspiruje na členství a prochází procesem tzv. „anticipující socializace“, během níž si osvojuje normy kolektivu a zakončuje se tak sociální inkluze, tj. začleňování do skupiny. Uzavřené referenční skupiny neposkytují možnost se stát jejím členem; členství je pouze přísně výběrové či není možné vůbec. Důvodem uzavřenosti skupiny je například podmínka příslušnosti jedince k rodu (šlechta, církve, sekty či vysoká inteligence).

## Význam referenčních skupin
Člověk je k příslušenství k referenční skupině motivován „prastarou lidskou touhou být akceptován, někam patřit, žít ve světě s druhými“. Teorie referenčních skupin se stala významnou součástí analýzy sebeuvědomování a sebehodnocení, má význam také při tvorbě psychosociální charakteristiky jedince. Model referenčních skupin je dále užitečný ve zkoumání fungování organizací různého druhu, například vojenských a průmyslových.